# Uwe Rohde

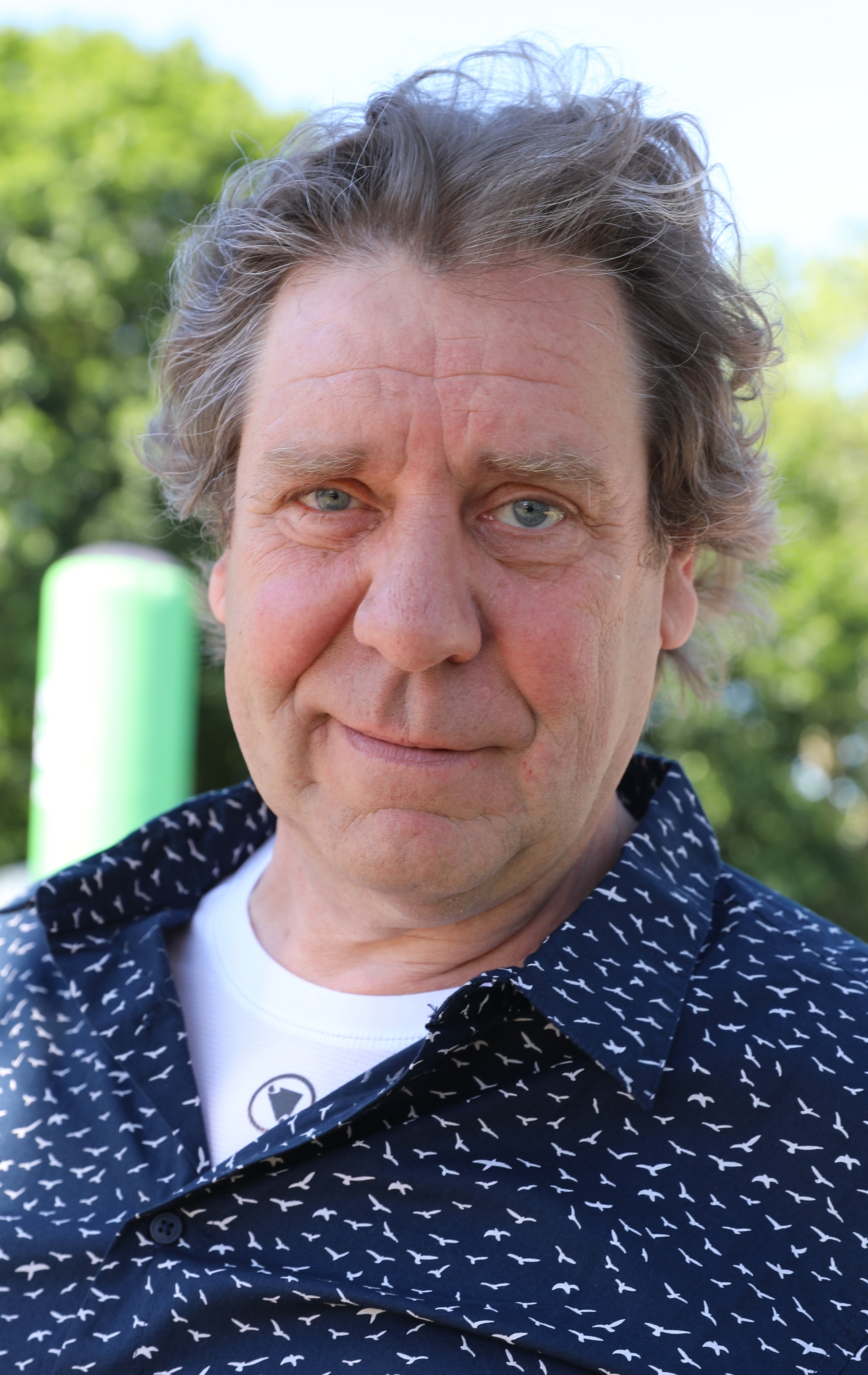
Uwe Rohde (2019)

Uwe Rohde (* 8. Dezember 1958 in Gladbeck) ist ein deutscher Schauspieler, Sänger und Radsportfunktionär.

## Biographie

### Schauspiel
Uwe Rohde stammt aus Nordrhein-Westfalen. Im nördlichen Ruhrgebiet als Sohn eines Bergmanns geboren, wuchs er mit zwei älteren Brüdern und einer Schwester in Wuppertal auf. Der Schauspieler Armin Rohde ist einer seiner Brüder.
Neben einer klassischen Gesangsausbildung für die Oper im Stimmfach Bass absolvierte Uwe Rohde eine Schauspielausbildung unter anderem an der Folkwang Hochschule in Essen sowie eine Ausbildung zum Clown unter Anleitung von Pierre Byland. Rohde hatte als Sänger Engagements am Stadttheater Pforzheim und am Staatstheater Stuttgart. Während seiner Stuttgarter Zeit, in der er für mehrere Spielzeiten verpflichtet war, sang er auch zwei Jahre im Chor der Bayreuther Festspiele.
Seit Anfang der 1990er Jahre steht Uwe Rohde regelmäßig für Kino- und Fernsehproduktionen vor der Kamera. Mittlerweile wirkte er in über 100 Film- und Fernsehproduktion mit. Für das Kino arbeitete er unter anderem unter der Regie von Hermine Huntgeburth, Helmut Dietl, Oliver Hirschbiegel, Angelo Colagrossi, Heinrich Breloer, Lars Jessen und Fatih Akin.
Bundesweite Bekanntheit erlangte Rohde in der Rolle als Dorfpolizist Peter in der NDR-Fernsehserie Neues aus Büttenwarder, in der er von 2004 bis 2020 zu sehen war. In der RTL-Krimiserie Balko übernahm Rohde 2005 in den letzten 7 Folgen der Serie als Kriminalrat Holtmann die Rolle des Vorgesetzten des Ermittlers Balko. Rohde spielte Haupt- und Nebenrollen in Krimireihen wie Tatort, Polizeiruf 110, Bella Block und Wilsberg. Außerdem hatte er mehrere Rollen in verschiedenen „SOKO“-Formaten des ZDF. Das ZDF besetzte Rohde auch für seine „Herzkino“-Filmreihe, wo er als Brautvater an der Seite von Heike Trinker und als verliebter Dauer-Camper Ole an der Seite von Anja Karmanski in zwei Inga-Lindström-Filmen sein komödiantisches Talent zeigen konnte.
In dem Fernsehfilm Fischer sucht Frau, der im Herbst 2018 beim Filmfest Hamburg seine Premiere hatte und im Oktober 2019 auf Das Erste erstausgestrahlt wurde, spielte Rohde, an der Seite von Sebastian Fräsdorf, als leidenschaftlicher Fischer und pflegebedürftiger, „übellauniger“ Vater Fred eine der Hauptrollen.
Seit 2013 ist er in der Jury des Hagener Filmfestivals Eat My Shorts. Rohde, der lange in Bochum lebte, wohnt mittlerweile seit vielen Jahren in der Nähe von Büsum im Kreis Dithmarschen in Schleswig-Holstein.

### Radsport
In seiner Jugend war Rohde aktiver Radrennfahrer. In späteren Jahren startete er außer bei einigen Jedermannrennen vor allem bei Rad-Marathons wie Paris–Brest–Paris und London–Edinburgh–London sowie bei Audax-Fahrten.
Seit 2015 ist er Mitglied im Präsidium des Radsportverbandes Schleswig-Holstein. 2016 gab er den Startschuss beim Bremer Sechstagerennen und wurde anschließend zum „Botschafter“ des Rennens ernannt. Im April 2019 wurde er in der Nachfolge von Marcel Wüst neuer Vizepräsident des Bundes Deutscher Radfahrer für den Bereich Marketing und Kommunikation.

## Filmografie (Auswahl)
- 1992: Tatort – Unversöhnlich (Fernsehreihe)
- 1993: Wolffs Revier (Fernsehserie, Folge Die Spinne)
- 1993, 1996: Auf Achse (Fernsehserie, verschiedene Rollen, 2 Folgen)
- 1993–2001: Ein Fall für zwei (Fernsehserie, verschiedene Rollen, 4 Folgen)
- 1994, 2000: Die Kommissarin (Fernsehserie, verschiedene Rollen, 2 Folgen)
- 1995: Nur über meine Leiche (Kinofilm)
- 1995–2006: Balko (Fernsehserie, verschiedene Rollen, 6 Folgen)
- 1996: Kommissar Klefisch (Fernsehserie, Folge Vorbei ist vorbei)
- 1997: 14 Tage lebenslänglich (Kinofilm)
- 1997: Die Camper (Fernsehserie, 3 Folgen)
- 1997: Dumm gelaufen
- 1997: Faust (Fernsehserie, Folge Spaghetti Bolognese)
- 1998: Das Trio (Kinofilm)
- 1998: Polizeiruf 110 – Hetzjagd (Fernsehreihe)
- 1999: Die Liebesdienerin
- 1999: Late Show (Kinofilm)
- 1999: Polizeiruf 110 – Rasputin
- 1999: Polizeiruf 110 – Über den Dächern von Schwerin
- 1999: Ritas Welt (Fernsehserie, Folge Gisis Lover)
- 2001: Der Fahnder (Fernsehserie, Folge Mordverdacht)
- 2001: Space Zoo (Kurzfilm)
- 2001: Im Namen des Gesetzes (Fernsehserie, Folge Einbruch)
- 2001: Alles wegen Paul (Kinofilm)
- 2001: Das Experiment (Kinofilm)
- 2002: Fickende Fische (Kinofilm)
- 2002: Tatort – Lastrumer Mischung
- 2002: Tatort – Endspiel
- 2002, 2004: SK Kölsch (Fernsehserie, verschiedene Rollen, 2 Folgen)
- 2003: liegen lernen (Kinofilm)
- 2003: Das Wunder von Lengede
- 2003: Bella Block: Kurschatten (Fernsehreihe)
- 2004: Großstadtrevier – Satisfaction
- 2004: Doppelter Einsatz (Fernsehserie, Folge Harte Bandagen)
- 2004: Samba in Mettmann (Kinofilm)
- 2004–2020: Neues aus Büttenwarder (Fernsehserie)
- 2004–2005: Der Heiland auf dem Eiland (Fernsehserie, 14 Folgen)
- 2005: Unkenrufe – Zeit der Versöhnung (Kinofilm)
- 2005: Die blaue Grenze (Kinofilm)
- 2005: Maries Lächeln (Kurzfilm)
- 2005: SOKO Kitzbühel (Fernsehserie, Folge Tod eines Starkochs)
- 2005: Hallo Robbie! (Fernsehserie, Folge Stimme des Herzens)
- 2006: Unter der Sonne (Kinofilm)
- 2006: Der Untergang der Pamir
- 2007: Unser Charly (Fernsehserie, Folge Auf eigene Faust)
- 2007: Die Rettungsflieger (Fernsehserie, Folge Schöne Aussichten)
- 2007: Die Sterneköchin
- 2007: Der Dicke (Fernsehserie, Folge Angstpartie)
- 2007, 2009: Notruf Hafenkante (Fernsehserie, verschiedene Rollen, 2 Folgen)
- 2008: Sommer (Kinofilm)
- 2008: Up! Up! To the sky (Kinofilm)
- 2008: Die Schimmelreiter (Kinofilm)
- 2008: Buddenbrooks (Kinofilm)
- 2008: Mord in bester Gesellschaft – Die Nächte des Herrn Senator (Fernsehreihe)
- 2008: Wilsberg – Das Jubiläum (Fernsehreihe)
- 2008, 2013: SOKO Wismar (Fernsehserie, verschiedene Rollen, 2 Folgen)
- 2009: Der Landarzt (Fernsehserie, Folge Reanimationsversuche)
- 2009: Butter bei die Fische
- 2009: Kopf oder Zahl (Kinofilm)
- 2009: Ein Mann, ein Fjord!
- 2009, 2011: Küstenwache (Fernsehserie, verschiedene Rollen, 2 Folgen)
- 2009: Polizeiruf 110 – Tod im Atelier
- 2010: Der letzte Bulle (Fernsehserie, Folge Die letzte Runde)
- 2010: Pfarrer Braun – Grimms Mördchen
- 2011: Die Superbullen (Kinofilm)
- 2011: Countdown – Die Jagd beginnt (Fernsehserie, Folge Vom Himmel gefallen)
- 2011: Nord Nord Mord (Fernsehreihe)
- 2011: Heiter bis tödlich: Henker & Richter (Fernsehserie, Folge Durch die Blume)
- 2011: Zimmer 205
- 2012: Morden im Norden (Fernsehserie, Folge Tod eines Erbsenzählers)
- 2012: Inseln vor dem Wind
- 2012, 2017: Großstadtrevier (Fernsehserie, verschiedene Rollen, 2 Folgen)
- 2013: Achtung Polizei! – Alarm um 11 Uhr 11
- 2013: Heiter bis tödlich: Zwischen den Zeilen (Fernsehserie, Folge Frau auf der Couch)
- 2013: Kripo Holstein – Mord und Meer (Fernsehserie, Folge Die letzte Fahrt)
- 2014: Heldt (Fernsehserie, Folge Glücklicher Tod)
- 2014: Kreuzfahrt ins Glück – Hochzeitsreise nach Dubai (Fernsehreihe)
- 2015, 2023: SOKO Köln (Fernsehserie, Folgen Vorurteile, Die Milchkönigin von Appelrath)
- 2016: Inga Lindström: Gretas Hochzeit (Fernsehreihe)
- 2017: Aus dem Nichts (Kinofilm)
- 2018: Fischer sucht Frau (Fernsehfilm)
- 2018: Falk (Fernsehserie, Folge Die Qual der Wahl)
- 2019: Gloria, die schönste Kuh meiner Schwester (Fernsehfilm)
- 2019: Der Goldene Handschuh (Kinofilm)
- 2019: Inga Lindström: Auf der Suche nach dir (Fernsehreihe)
- 2020: Die Küstenpiloten – Kleine Schwester, großer Bruder (Fernsehreihe)
- 2020: Die Küstenpiloten – Mütter und Töchter (Fernsehreihe)
- 2021: In aller Freundschaft (Fernsehserie, Folge Ich wünschte, du wärst hier)
- 2022: The Kids Turned Out Fine (Abschlussfilm der ifs Köln, Das kleine Fernsehspiel)
- 2022: Tatort – Ein Freund, ein guter Freund (Fernsehreihe)
- 2023: Tatort: Erbarmen. Zu spät. (Fernsehreihe)
- 2024: Feuerwehrfrauen: Phönix aus der Asche (Fernsehreihe)
- 2024: Mord oder Watt? – Für Immer Matjes (Fernsehreihe)

## Dokumentation
- Armin Rohde – Das Geheimnis meiner Familie. Dokumentarfilm, Deutschland, 2008, 45 Min., Buch und Regie: Wolfgang Klauser, Produktion: NDR, Erstsendung: 7. April 2008, Inhaltsangabe der ARD